# 瑪麗斯維爾 (蒙大拿州)
瑪麗斯維爾（英語：Marysville）是位於美國蒙大拿州劉易斯與克拉克縣的普查規定居民點。

## 歷史
瑪麗斯維爾的郵局自1881年營運至今。

## 人口
根據2020年美國人口普查的數據，瑪麗斯維爾的面積為1.29平方千米，皆為陸地。當地共有人口82人，而人口密度為每平方千米63.57人。